# Соловйов Володимир Рудольфович
Володимир Рудольфович Соловйов (нар. 20 жовтня 1963, Москва, РРФСР, СРСР) — російський пропагандист, телеведучий, публіцист, актор, співак і громадський діяч єврейського походження, рупор Кремля. Член російської політичної партії «Єдина Росія» Відомий своїми антиукраїнськими й антиєвропейськими висловами та проросійською пропагандою, задовго до окупації Криму Росією погрожував окупацією та вербалізовував наміри РФ щодо окупації. 
У серпні 2014 включений Україною до списку санкцій за позицію щодо війни на сході України та анексії Криму Росією. Занесений до переліку осіб, які створюють загрозу нацбезпеці України (з 25.03.2022). Підтримує путінський режим та війну Росії проти України.

## Біографія
Народився 20 жовтня 1963 в Москві в єврейській родині.
Батько — Рудольф Наумович Соловйов, до 1962 року носив прізвище Менінсковський, викладач політекономії;
Мати — Інна Соломонівна Соловйова (Шапіро), мистецтвознавець.
Дід по матері — Соломон Львович Шапіро.
До першого класу пішов у 72-гу школу Москви, поруч з будинком. Починаючи з другого класу, навчався в елітній спецшколі № 27 з вивченням ряду предметів англійською мовою, де навчалися діти й онуки членів ЦК КПРС, дипломатів та інших.
1980 року вступив до Московського інституту сталі та сплавів і 1986 року закінчив його з червоним дипломом. У тому ж інституті на курс молодше навчалися ідеолог проєкту «Новоросія» Владислав Сурков і наближений до Путіна бізнесмен Михайло Фрідман, з якими Соловйов знайомий від 1981 року.
Був членом президії Російського єврейського конгресу.
У 2005 році брав участь у роботі з'їзду руху «Наші», створеного адміністрацією президента РФ, а також навчав членів цього руху.
У 2012 році Указом В. В. Путіна включений до складу Ради з громадського телебачення.
Наприкінці лютого 2014 разом з низкою російських журналістів, громадських і політичних діячів підписав звернення фонду «Всі ми — „Беркут“», створеного для підтримки співробітників розформованого українського спецпідрозділу «Беркут», що жорстоко протистояв активістам на Євромайдані.
У 2015 році взяв велике інтерв'ю у президента РФ В. В. Путіна, яке використовувалося в пропагандистському фільмі «Президент».

## Антиукраїнська позиція
Ведучий передач «Поєдинок» і «Недільний вечір з Володимиром Соловйовим» на каналі Росія-1, «Ранок з Володимиром Соловйовим та Ганною Шафран» на Вести ФМ. У цих програмах неодноразово вдавався до українофобської риторики. Зокрема називав євромайданівців «фашистами» та висловив думку, що у всіх наркоманів і повій українська прописка. На «Марші правди» 14 квітня 2014 року в Москві названий одним із переможців у журналістській брехні, разом із Дмитром Кисельовим і Катериною Андреєвою.
Експертом у суспільно-політичних ток-шоу «Вечір з Володимиром Соловйовим» та «Недільний вечір з Володимиром Соловйовим» виступає російський пропагандист Сергій Міхєєв. З 21 січня по 2 серпня 2019 року — Володимир Соловйов разом із Сергієм Міхєєвим був ведучим авторської програми «Хто проти?» на телеканалі «Росія-1».

## Скандали
19 жовтня 2006 брав участь в теледебатах як ведучий між кандидатами на посаду голови міського округу Самара Віктором Тархова і Георгієм Лиманським. Під час і після ефіру Тархов був ображений Соловйовим. Після цього ображений кандидат подав позов на 10 млн рублів проти журналіста. Через півтора року суд першої інстанції частково задовольнив позов, постановивши стягнути з відповідача 70 000 рублів/
У 2011 році Релігійна громада євреїв Азербайджану послала ноту протесту керівництву радіостанції «Вести FM», а також в Російський Єврейський Конгрес, проти висловлення Соловйова про Азербайджанську Республіку в ефірі «Вести FM»
У лютому 2014 НДУ «Вища школа економіки» сприйняв як образу згадку вишу під час дискусії Соловйова зі студентами навчального закладу. 19 лютого в ефірі передачі «Повний контакт» на радіо «Вести FM» він оголосив про те, що «під егідою» факультету прикладної політології у виші діють «організовані терористичні угруповання», які готують «майданівське підпілля». У заяві зазначено, що у виші негативно поставилися як до висловлювань Соловйова, так і до реплік учнів, а спроби пов'язати навчальний заклад з політичною позицією учасників скандалу там розцінюють як провокацію.
У червні 2014 знаходячись в Камбоджі бізнесмен Сергій Полонський звернувся в Савеловський суд Москви з позовом про захист честі й компенсації моральної шкоди у розмірі 200 000 000 рублів до радіостанції «Вести FM» і Соловйова через його ефір в листопада 2013 року.
Влаштував скандал в соцмережах, образивши користувача Twitter за питання про вартість годинника дочки. Користувач соцмережі з ніком Neiswestnij звернув увагу на фото дочки Соловйова, опубліковане їм в Instagram. На руці дівчини були годинник, що нагадують Apple Watch, вартість яких в офіційному магазині досягає одного мільйона рублів.

## Санкції
18 лютого 2021 року Міністр закордонних справ Латвії Едгар Рінкевич оголосив, що включив Володимира Соловйова до списку осіб, перебування яких на території країни небажане.
У лютому 2022 року (після визнання Росією суверенітету самопроголошених ДНР і ЛНР) його занесли до санкційних списків Євросоюзу, як особу, що «підриває територіальну цілісність, суверенітет і незалежність України».
У березні 2022 року Володимир Рудольфович Соловйов був доданий до санкціного списку Канади, Великобританії, Австралії, Японії, Швейцарії за підтримку вторгнення Росії в Україну.
18 березня 2022 року Соловйова внесли до санкційних списків Нової Зеландії.
19 жовтня 2022 року внесли до санкційного списку України.
26 березня 2025 року СБУ оголосила про підозру російському пропагандисту Володимиру Соловйову — одразу за 5 статтями Кримінального кодексу. Згідно з матеріалами відомства, Володимир Соловйов популяризує війну Росії проти України. Зокрема, він закликав до повного захоплення чотирьох областей на півдні та сході, а також до ударів по цивільній інфраструктурі та житлових будинках в різних містах.

## Особисте життя
Батько вісьмох дітей (від трьох дружин).
Перша дружина — Ольга, від цього шлюбу двоє дітей: дочка Поліна (нар. 1986 року, закінчила Гуманітарний інститут телебачення і радіомовлення імені М. А. Литовчина, наразі — ведуча інформаційних програм телеканалу «Москва 24», проживає в США) та син Олександр (нар. 1988 року, режисер рекламних роликів і музичних кліпів, закінчив Лондонський університет мистецтв, проживає в Лондоні).
Друга дружина — Юлія, дочка — Катерина Соловйова (нар. 10 лютого 1991 року в США), у 2012 році закінчила Театральне училище імені Щукіна.
З 2001 року одружений з Ельгою Сепп (ест. Helga Sepp, нар. 1 червня 1972), дочкою сатирика Віктора Коклюшкіна.
Діти: Данило Соловйов (нар. 12 жовтня 2001 року), Софія-Бетіна Соловйова (нар. 2003 року), Емма-Естер Сепп (нар. у грудні 2006 року), Володимир Соловйов (нар. 14 лютого 2010 року), Іван Соловйов (нар. 6 жовтня 2012 року).

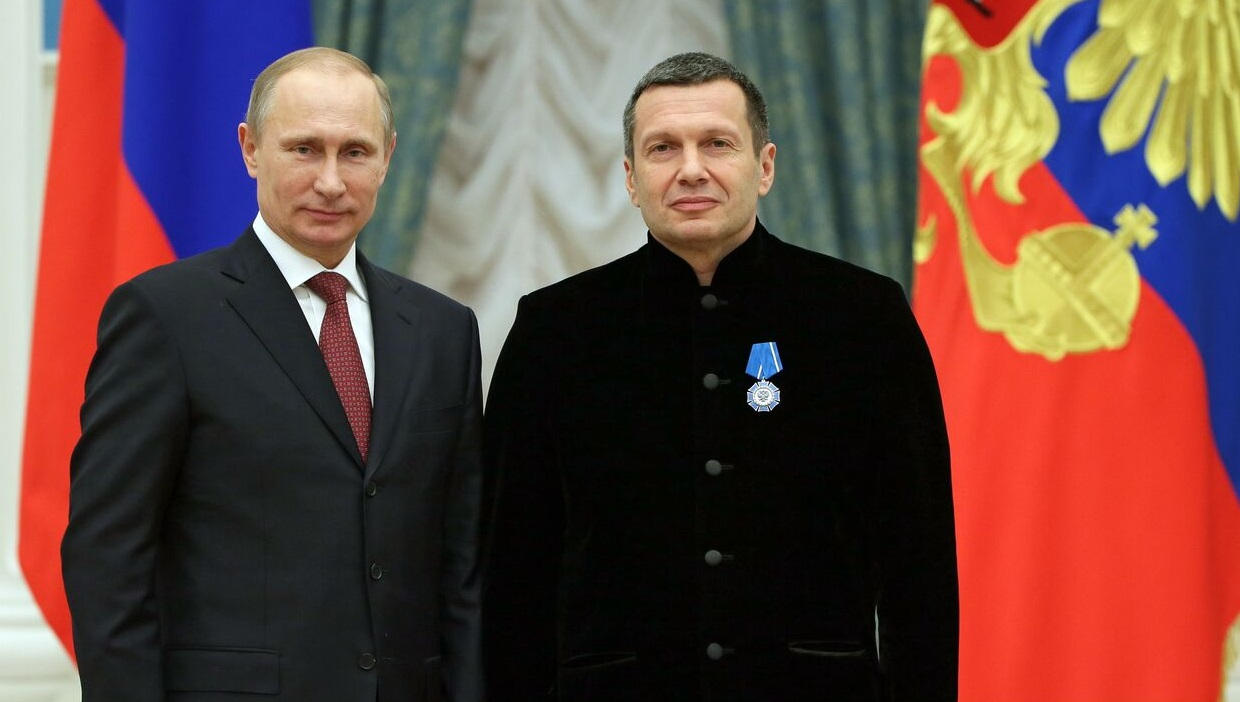
Нагородження орденом Пошани, 25 грудня 2013 року

Має єврейське походження. За власними запевненнями, сповідує юдаїзм.

## Нерухомість, закордонна власність
Російський Фонд боротьби з корупцією, що очолює Олексій Навальний, виявив, що Соловйов окрім квартири в елітному кварталі Москви площею 160 м² та мінімальною вартістю 13 млн рублів, яка згодом виросла до розмірів 450 м² ціною 250 млн рублів; має дачу в Передєлкіно площею 1.046 м² та ділянкою розміром 60 соток (оцінюється у 3.000.000 $).
Крім власного будинку в Росії, має нерухомість в Італії, а саме 3-поверхову 16-кімнатну віллу у фешенебельній курортній зоні узбережжя озера Комо вартістю 4.500.000 €.
Розмір статку Соловйова фонд Навального оцінює мінімум у мільярд російських рублів або понад $17 млн.
Крім того, Соловйов має посвідчення резидента Італії, там мешкає його сім'я. Але після початку повномасштабної війни в Україні влада Італії заарештувала нерухомість російського пропагандиста. Зараз він не може потрапити на територію Євросоюзу.